# Józseftanya
Józseftanya (románul: Racameț), falu Romániában, Maros megyében.

## Története
Radnót város része. A trianoni békeszerződésig Kis-Küküllő vármegye Radnóti járásához tartozott.

## Népessége
2002-ben 26 lakosa volt, ebből 26 román. 2011-re elnéptelenedett.

## Vallások
A falu lakói közül 2002-ben 13-an ortodox, 12-en görögkatolikus hitűek és 1 fő református.